# Längliche Ottermuschel
Die Längliche Ottermuschel (Lutraria magna) ist eine im Nordatlantik verbreitete Muschelart aus der Familie der Trogmuscheln (Mactridae).

## Merkmale
Das gleichklappige, nicht aufgeblähte Gehäuse wird bis zu 13 cm lang. Das Verhältnis Länge zu max. Höhe beträgt etwa 2,3. Es ist stark ungleichseitig, die Wirbel sind weit zum Vorderende hin verschoben (etwa 25 % der Gesamtlänge vom Vorderende entfernt). Der Gehäuseumriss ist im Großen und Ganzen querelliptisch. Der hintere Dorsalrand ist konkav gewölbt, der vordere, weit konvex gerundete Dorsalrand ist kurz und fällt steil ab. Das Hinterende ist breit gerundet. Auch der Ventralrand ist weit gerundet, der tiefste Punkt befindet sich in etwa der Gehäusemitte. Das Gehäuse klafft an Vorder- und Hinterende; es bleiben zwei relativ große Öffnungen auch bei ansonsten geschlossenem Gehäuse offen. Am Ventralrand ist nur etwa ein Drittel der Länge tatsächlich geschlossen. Das Ligament liegt extern und intern. Das extern, hinter dem Wirbel gelegene Ligament ist ein kleines, dunkelbraunes Band. Das interne Ligament sitzt auf einem großen, löffelförmigen Fortsatz (Chondrophor). Die Spitze der Grube sitzt direkt unter den Wirbeln. In der linken Klappe sind zwei Kardinalzähne vorhanden, die eine v-förmige Struktur direkt vor der Ligamentgrube bilden. Außerdem ist noch ein sehr kleiner, dünner Lateralzahn zwischen der Ligamentgrube und den beiden großen Kardinalzähnen vorhanden, der aber sehr leicht abbricht sowie zwei kleine, lamellenartige Seitenzähne. In der rechten Klappe sind zwei Kardinalzähne vorhanden, aber keine Lateralzähne. Der Mantel ist hinten sehr tief eingebuchtet, die Spitze der Bucht überschreitet sogar die Mittellinie nach vorne. Am Ventralrand fallen Mantelrand und ventraler Teil der Mantelbucht für fast die gesamte Länge der Bucht zusammen.
Die weißliche Schale ist dickwandig und sehr fest. Die Ornamentierung besteht aus konzentrischen Linien und Gruben. Der innere Gehäuserand ist glatt. Das Periostracum ist schuppig, die Farbe variiert von gelblich, dunkelgrün bis braun.

## Geographische Verbreitung, Lebensraum und Lebensweise
Das Verbreitungsgebiet der Art erstreckt sich von den Küstengewässern des südwestlichen England bis zum Senegal und den Kapverdischen Inseln. Sie kommt auch im Mittelmeer vor. Sie lebt dort in sandigen, sandig-schlammigen und kiesigen Böden von der Niedrigwasserlinie bis in etwa 30 Meter Wassertiefe. Sie gräbt dabei zwischen 10 und 40 cm tief.

## Taxonomie
Das Taxon wurde von Emanuel Mendes da Costa als Chama magna aufgestellt. In der Literatur (und auch online) wird die Art häufig auch als Lutraria oblonga (Gmelin, 1791) bezeichnet, ein jüngeres Synonym.

## Belege

### Online
- Marine Bivalve Shells of the British Isles: Lutraria magna (da Costa, 1778) (Website des National Museum Wales, Department of Natural Sciences, Cardiff)